# 第一次埃皮達魯斯全國大會

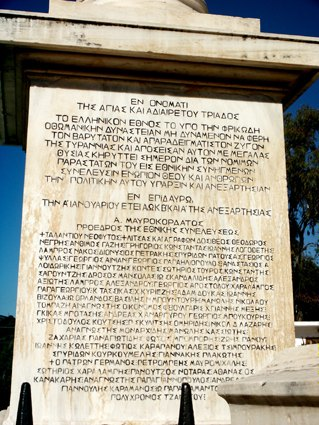
Memorial with the text of the Declaration of Independence, signed on 1 January 1822 at the First National Assembly at Epidaurus.

第一次埃皮達魯斯全國大會（1821年至1822年）是希臘全國大會第一次會議，主要由希臘獨立戰爭的各地國家代表參與政治集會。